# Drosophila eskoi
Drosophila eskoi este o specie de muște din genul Drosophila, familia Drosophilidae, descrisă de Lakovaara și Lankinen în anul 1974. Conform Catalogue of Life specia Drosophila eskoi nu are subspecii cunoscute.